# Peter Luck
Peter Luck (* 18. Juni 1942 in Bützow) ist ein deutscher Sportmediziner.

## Leben
Luck spielte als Jugendlicher Handball. 1960 bestand er in Bützow das Abitur, von 1962 bis 1968 absolvierte er ein Medizinstudium an der Universität Rostock. 1969 legte er seine Doktorarbeit zum Thema „Die obere digestive Blutung. Erfahrungen bei der Behandlung von 295 Fällen in 6 Jahren“ vor. Er durchlief eine Facharztausbildung in der Sportmedizin, diese Ausbildung schloss Luck 1973 ebenfalls in Rostock ab.
Von 1974 bis 1992 war er als Sportarzt und Abteilungsleiter im Sportmedizinischen Dienst Rostock tätig, ab 1979 besaß er die Lehrbefähigung im Fach Sportmedizin. 1986 schloss er an der Akademie für Ärztliche Fortbildung in Berlin seine Habilitation (Titel der Schrift: „Ausgewählte leistungsbestimmende Voraussetzungen des Handballspielers aus sportmedizinischer Sicht sowie chronobiologische Aspekte der Leistungsfähigkeit. Ein Beitrag zur Optimierung der sportartspezifischen Leistungsdiagnostik im Hochleistungsbereich des Handballsports“) ab. Zwischen 1982 und 1989 war Luck zusätzlich Verbandsarzt der Handballverbandes der Deutschen Demokratischen Republik, ihm wurde der Orden „Verdienter Meister des Sports“ verliehen. Als Mannschaftsarzt betreute er die DDR-Handballnationalmannschaft unter anderem bei Weltmeisterschaften sowie Olympischen Sommerspielen. Wie in der Habilitationsschrift befasste sich Luck in weiteren wissenschaftlichen Arbeiten mit dem Handballsport, darunter mit der körperlichen Belastung von Hochleistungshandballern, sportmedizinischen und trainingsmethodischen Maßnahmen in diesem Sportspiel, mit der „Anthropometrischen Kennzeichnung der weltbesten Handballspieler“. sowie Verletzungen im Handball.
Von 1989 bis 1992 lehrte Luck im Fach Sportmedizin als Hochschuldozent an der Universität Rostock, ab 1992 war er als Privatdozent tätig. Er setzte sich für eine Eingliederung der Sportmedizin in die Medizinische Fakultät ein. Luck stand dem Sportärztebund Mecklenburg-Vorpommern mehr als zwei Jahrzehnte lang vor und erhielt 2004 die Goldene Ehrennadel. Er arbeitete entscheidend an der Gründung der Sportmedizinischen Abteilung des Olympiastützpunktes Mecklenburg-Vorpommern mit.